# Cigány ünnepek
A különböző cigány népcsoportoknak általában gazdag az ünnepekhez kötődő hagyományuk. Az emberi életfordulók, a születés, a házasság és a halál nemcsak az egyén és szűkebb családi köre, hanem a tágabb közösség számára is fontos ünnepi alkalmat jelentenek. Ugyancsak jelentős események a különböző vallási ünnepek; nem ritka, hogy a cigányok nemcsak a saját, hanem a környezetük más vallásának ünnepeit is megtartják. A sok ünnepi alkalom között van jó néhány, amely eredeti jelentésén túl sajátosan cigány tartalmakkal gazdagodott. Nemcsak az újabb keletű társadalmi ünnepek, hanem az ősi népszokások között is találunk ilyeneket. Ezeket a sajátosan cigány ünnepeket mutatja be a szócikk.

## Társadalmi ünnepek
A társadalmi ünnepek a saját államisággal nem rendelkező cigányság esetében hasonló szerepet töltenek be, mint más népek esetében az állami- illetve nemzeti ünnepek. Napjuk valamely történelmi esemény évfordulójára esik, valamint az ünnep tartalma mindig aktualizálható a pillanatnyi társadalmi és politikai folyamatok szerint.

### Roma világnap
Napja: április 8.

1971. április 8-án ült össze az I. Roma Világkongresszus. A különböző cigány népcsoportokat képviselő jelenlévők elhatározták, hogy a jövőben folyamatosan együttműködnek, és a nemzetközi közéletben közösen lépnek fel. Döntés született a cigányság nemzeti jelképeiről: elfogadták a zászlót, a himnuszt és az Opre Roma! – „Fel, cigányok!” jelmondatot.
Az esemény tiszteletére az ENSZ a Roma Kultúra Világnapjává nyilvánította április 8-át, a cigányság pedig legfontosabb „nemzeti” ünnepeként tartja számon.
A Roma Világnap alkalmából egy Indiában és a Balkánon élő népszokást élesztettek fel, illetve vettek át a világon szétszórva élő cigány közösségek: közösen egy közeli folyóhoz vagy patakhoz zarándokolnak, ahol énekszó és zene mellett koszorúkat, virágokat, virágszirmokat és úszó mécseseket bocsátanak a vízre. A hazai cigány szervezetek általában valamilyen kulturális eseménnyel emlékeznek meg április 8-ról (folklórműsor, kiállítás-megnyitó, író-olvasó találkozó stb.)

### Porrajmos emléknap
Napja: augusztus 2.

A porajmos, porrajmos, pharajimos, samudaripe és kali traš kifejezések a cigány holokausztot jelentik cigány nyelven. A második világháború alatti népirtásnak kb. 600 000 cigány is áldozatul esett. Jelentős részük az auschwitzi és buchenwaldi koncentrációs táborokban lelte halálát, de hasonló megsemmisítő táborok működtek Romániában, Horvátországban és Csehországban is. Más cigányok kivégzéseknek és pogromoknak estek áldozatul a németek által megszállt, illetve kollaboráns területeken.
Augusztus 2-ról 3-ra virradó éjjelen számolták fel a cigány tábort az auschwitzi haláltáboron belül. Minden cigány foglyot, több mint háromezer embert öltek meg egyetlen éjszaka alatt. Ennek a tragikus eseménynek az emlékére augusztus 2-át nevezték ki a porrajmos emléknapjának.

## Balkáni cigány népi ünnepek

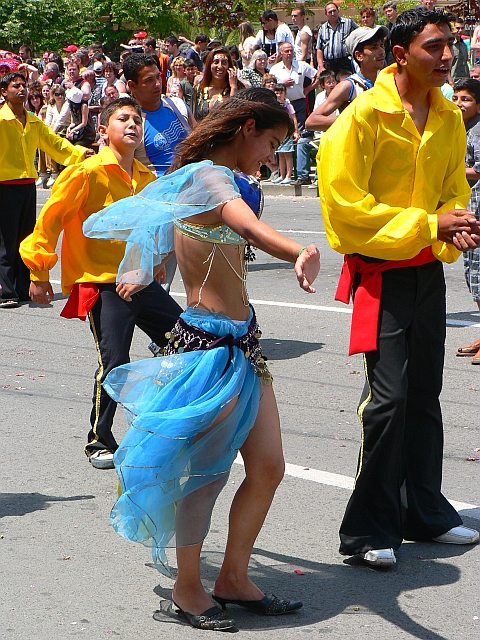
Cigány népünnepély Bulgáriában

A balkáni cigányság népszokások körébe illeszkedő, hagyományos ünnepei tartoznak ebbe a körbe. Közös jellemzőjük, hogy különböző kulturális rétegek mutathatók ki bennük, és bár kötődnek vallásos tartalmakhoz, ezek háttérbe szorulnak. Sokszor a templomok és mecsetek nem is szolgálnak az ünnepek helyszínéül. A hangsúly a családon belüli és a családok közötti közösségi összetartozáson van, újabban nem ritkán határozott cigány „nemzeti” karaktert is tulajdonítanak ezen ünnepeknek.

### Ederlezi
Napja: május 6. A romani Ederlezi, Erdelezi, Hederlez, Herdelez a török „Hidrellez” szóból származik, mely a bektási derviseknek volt egyik legnagyobb ünnepük. Az ortodoxok ezen a napon Szent Györgyöt ünnepelik, így az ünnep Djurdjevdan, Gergovden néven is ismert. Az iszlám és keresztény tartalmak mellett, mint tavaszköszöntő-nyárváró ünnepben, több pogány szokáselem is megjelenik. A többnapos ünnepségsorozat központi gondolata az élet-halál-szerelem-újjászületés kérdésköre. A halottak tisztelete valamint az egészség megóvása és az élet továbbvitele több formában is visszatér a szertartásokban. Az Ederlezi jellegzetes eleme  a bárány feláldozása és közös elfogyasztása. Az ünnepet – vallási hovatartozástól függetlenül – minden cigány közösség megtartja a Balkánon, de az utóbbi évtizedekben terjedőben van a világ más részein is.

### Vaszilica
Napja: január 13. Elnevezései a Vasilica, Vasili, Bango Vasili a nap ortodox ünnepére Nagy Szent Vazul napjára utalnak. Az ünnep keresztény vallási tartalma azonban teljesen háttérbe szorul, sokkal inkább az adja jelentőségét, hogy a Julián-naptár szerint ez a nap január 1., tehát valaha ez volt év első napja. Az ünnep szertartásaiban pogány elemek is megjelennek, legjellemzőbb ezek közül a rituális éjszakai baromfi-vágás. Az ünnep elsősorban az ortodox vallású cigányok körében népszerű Bulgáriában Szerbiában és Észak-Macedóniában.

### Alidjun
Napja: augusztus 2. Illés próféta ortodox ünnepe és a boszniai iszlám Alija-ünnep esik egybe ezen a napon. Az ünnepet általában a szabadban, valamely közeli hegyen, dombon vagy fennsíkon tartották meg, esetleg valamely szentéletű ember síremlékéhez zarándokoltak. Ma már sem a szerbek, sem a bosnyákok nem tartják, a cigányoknál pedig mind formájában mind tartalmában valamelyest módosult, ma már kifejezetten a boszniai cigányok ünnepének számít. Az ünnepség több napon át tart, majális-szerű piknikek, folklórműsorok és bálok követik egymást.

### Bibija
Napja: a Julián-naptár szerinti (ortodox) nagyböjt első péntekje. Szerbiai cigány ünnep, mely több szempontból is rendkívülinek tekinthető. Ez az egyetlen hagyományos – tehát nem társadalmi – ünnep, mely kizárólagosan a cigány közösség ünnepe volt és maradt. Rendhagyó abból a szempontból is, hogy az ünnep bár az egész közösségé, de kifejezetten a gyerekek állnak a középpontjában. Bibija valamikor a 19. században élt, és egy súlyos járvány idején gyógyfüvekkel és megáldott gyümölccsel gyógyította a cigány gyermekeket. Az ünneplés fontos eleme ezért a gyertyákkal, szalagokkal feldíszített gyümölcsfa. Bibija emlékét úgy is ápolják, hogy a nevét több cigány női szervezet is fölvette.

## Vallási ünnepek
A vallási ünnepeknél az ünnep közösségi jellege mellett kiemelten fontos a vallási jelleg, is a helyszín mindig a templom és környezete. Ezen ünnepek funkciója kettős, egyaránt célja a résztvevők hitéletének megerősítése valamint a cigánysághoz való tartozás kifejezése, a csoporton belüli és csoportok közti kapcsolatok ápolása. Természetesen a cigányság megtartja azon vallási ünnepeket is, melyeknek nincsen speciálisan „cigány többlettartalma”. Ezen vallási ünnepekre viszont jellemző, hogy bár a római katolikus egyházhoz kötődnek, más felekezetű cigányok is rendszeresen részt vesznek rajtuk. 

### Mária-kultusz
A cigányság körében, elsősorban a római katolikusoknál, erős a Mária-tisztelet. Kisebb helyi közösségeknél él más szentek kiemelt tisztelete (Páduai Szent Antal, Tours-i Szent Márton, Szent György, Szent Zephyrinus), de elmondható minden közösségről, hogy a legnagyobb vallásos áhítattal és érzelmi kötődéssel Szűz Máriát tisztelik.
A balkáni ortodox vallású cigányok általában augusztus 28-án, a Julián-naptár szerinti Nagyboldogasszony napján tartanak ünnepséget. Ilyenkor elzarándokolnak a valamely templomhoz, vagy inkább kolostorhoz ahol a templomi ájtatosság után egy közeli helyen szabadtéri összejövetelt tartanak, étellel, itallal, tánccal, zenével. Ezeken az ünnepeken gyakran a muszlim cigányok is részt vesznek.
Európa római katolikus vidékein a különböző Mária-kegyhelyeket keresik fel a cigányok a nagyobb ünnepeken és főleg a kifejezetten a cigányok számára szervezett cigány búcsúkon. Ezekre a cigány búcsúkra is jellemző, hogy a szakrális elemek mellett az ünnep világi elemei is hangsúlyt kapnak. Az ilyen összejövetelek alkalmat teremtenek a tágabb közösség aktuális ügyeinek rendezésére, üzleti szándékok kölcsönös megismerésére, lánykérésre stb. A cigány búcsúkra is elzarándokolnak nem csak a katolikusok, hanem más felekezetbéli cigányok is. Nemzetközileg jelentős cigány búcsúk Lourdes-ban vannak. Magyarországon kifejezetten cigány búcsúk a következők: Csatka - Kisboldogasszony napján (szeptember 8., illetve a megelőző vasárnap); Máriagyűd - Pünkösdvasárnap; Máriapócs - Szent kereszt felmagasztalása napján (szeptember 14-hez közel eső vasárnap).

### Kali Sara
Napja: május 24., helye: Saintes-Maries-de-la-Mer (Provence, Franciaország). A legenda szerint a településen ért partra hajóval az első keresztényüldözés idején a „két evangéliumi Mária”, az egyikük az, ifjabb, másikuk az idősebb Jakab apostol édesanyja. Az ő egyiptomi cigány szolgálólányuk volt Kali Sara, azaz Fekete (Szent) Sára. A két Máriának az 1700-as években emeltek templomot, ahol a kriptában Kali Sara szobrát is elhelyezték. A templombúcsú május 24-én van, azonban a cigányok elsősorban Kali Sara szobrát tisztelik. Kali Sara hivatalosan nincs sem szentté, sem boldoggá avatva, kultuszát azonban engedélyezte a Vatikán. Kali Sara búcsúja a legnagyobb hagyományos nemzetközi cigány ünnep.

### El Pelé
El Pelé kultusza napjainkban van születőben. Polgári nevén Ceferino Gimenez Malla spanyolországi vándorcigány lókereskedő volt. Boldog házasságban, élt de saját gyerekük nem lehetett. El Pelé bár nem tudott olvasni, a bibliai történeteket ismerte, és oktatta rájuk a környékbeli gyerekeket. Mély vallásos életet élt, a ferences harmadrendbe is belépett. A spanyol polgárháború idején 75 éves korában vallásos meggyőződése miatt a kommunisták meggyilkolták. II. János Pál pápa 1997-ben boldoggá avatta. Ő az első, és ezidáig egyetlen cigány, akit hivatalosan boldoggá avattak, a katolikus egyházban „Boldog Ceferinó” néven emlékeznek róla. Emléknapja augusztus 9. Másik alkalommal advent előtti vasárnap, Krisztus Király ünnepén is emlékeznek rá, mert utolsó szavai „Éljen Krisztus Király!” voltak. Magyarországon egy komlói óvoda is őrzi emlékét.

## Cigány tematikájú összefoglaló szócikkek
- Cigány népcsoportok
- Cigány nyelv
- Cigányok
- Cigány nemzeti jelképek